# Gabrielius Landsbergis
Pour les articles homonymes, voir Gabrielius Landsbergis (homonymie).
Gabrielius Landsbergis, né le 7 janvier 1982 à Vilnius, est un homme politique lituanien.
Il est également président de l'Union de la patrie - Chrétiens-démocrates lituaniens de 2015 à 2024 et député au Seimas de 2016 à 2024.
De 2020 à 2024, il est ministre des Affaires étrangères au sein du gouvernement d'Ingrida Šimonytė.

## Biographie

### Vie personnelle
Gabrielius Landsbergis est le petit-fils de Vytautas Landsbergis, un homme politique qui a activement participé à la marche vers l'indépendance de la Lituanie, dont il est président de 1990 à 1992. Il est marié et a quatre enfants. 

### Études et carrière professionnelle
En 2005, Gabrielius Landsbergis décroche un master de relations internationales et diplomatie à l'Institut universitaire des relations internationales et sciences politiques de Vilnius (en) et travaille ensuite auprès du ministère des Affaires étrangères et auprès de la chancellerie du président de Lituanie. En 2007, il rejoint le personnel de l'ambassade de Lituanie en Belgique avant de revenir en Lituanie en 2011 pour travailler pour la chancellerie du gouvernement.

### Carrière politique
Membre du parti Union de la patrie - Chrétiens-démocrates lituaniens, fondé par son grand-père Vytautas Landsbergis, Gabrielius Landsbergis est élu député européen en mai 2014. Ainsi, il commence sa carrière au Parlement européen quand son grand-père, termine la sienne. Il est notamment membre de la commission du commerce international et de la sous-commission sécurité et défense.
Le 25 avril 2015, il est élu président de l'Union de la patrie face à Irena Degutienė.
Le 13 mai 2016, il démissionne de son mandat de député européen après avoir été accusé de corruption. La raison invoquée par Landsbergis est le fait qu'il conduira son parti TS-LKD aux élections législatives du 9 octobre 2016.
Lors des élections législatives d'octobre 2016, il est élu député au Seimas.
Il devient en décembre 2020 ministre des Affaires étrangères. À ce titre, il gagne l’image d'un «boutefeu moderne engagé contre les régimes autoritaires», en particulier la Russie, la Biélorussie et la Chine. Il participe notamment à un forum regroupant des opposants au président russe Vladimir Poutine.